# Todiramphus recurvirostris
Todiramphus recurvirostris е вид птица от семейство Alcedinidae.

## Разпространение
Видът е разпространен в Самоа.